# Нучето
Нучето (итал. Nucetto) је насеље у Италији у округу Кунео, региону Пијемонт.
Према процени из 2011. у насељу је живело 268 становника. Насеље се налази на надморској висини од 457 м.

## Становништво
Према резултатима пописа становништва 2011. у општини је живело 432 становника.
| 1931. | 1936. | 1951. | 1961. | 1971. | 1981. | 1991. | 2001. | 2011. |
| ----- | ----- | ----- | ----- | ----- | ----- | ----- | ----- | ----- |
| 869   | 795   | 707   | 552   | 495   | 479   | 461   | 473   | 432   |